# Мастеровой двор Царскосельского дворцового правления
Мастеровой двор Царскосельского дворцового правления — частично сохранившийся комплекс исторических зданий в Пушкине.
Комплекс зданий построен в XIX веке, и расположен на Малой улице, дома № 14 — № 18, и Церковной улице, дом № 7. Дома № 14 и 14а по Малой улице относятся к выявленным объектам культурного наследия.

## История
Слесарный, а позднее Мастеровой двор известен с конца XVIII века. Существующие постройки относятся к XIX веку. Двор занимал большой участок, выходящий к Церковной улице. На углу находился деревянный дом (не сохранился), где жили главный и младший смотритель дворцовых зданий. Старейшее сохранившееся здание — кузница во дворе, возведённая архитектором П. В. Нееловым в 1806—1807 годах. В 1827—1830 годы архитектором В. М. Горностаевым было возведено заново главное здание двора — мастерские. По обе стороны от него располагались въезды на территорию. При мастерских было несколько жилых домов. В 1860-х годах в деревянном доме № 7 по Церковной улице жил архитектор И. А. Монигетти, он же надстроил дом. В этом же доме в 1891 году во время службы в Конюшенной части проживал Карл Маннергейм. В 1910—1911 годы С. А. Данини возвёл вместо деревянного одноэтажного дома (современный адрес — дом № 18) двухэтажный жилой дом из бетонита.
С 2008 года в доме № 14 размещается ФНС России, межрайонная инспекция № 2 по Санкт-Петербургу. Деревянный дом № 16 сгорел в середине 2000-х годов, был заново отстроен в 2007—2008 годы в камне с большими неточностями, получил новый адрес (также дом № 14) и соединен с историческим зданием переходной стеклянной галереей. Дом № 18 снесён в 2013 году, планируется воссоздание. Деревянный дом № 7 по Церковной улице сгорел в 2010 году, в 2017 году восстановлен в бетоне с деревянной обшивкой.

## Список домов
- Малая улица, дом № 14 — мастерские
- Малая улица, дом № 14а — кузница
- Малая улица, дом № 16 — жилой дом (снесён, заменён новоделом)
- Малая улица, дом № 18 — жилой дом (снесён)
- Церковная улица, дом № 7 — жилой дом (снесён, заменён новоделом)

## Архитектура
Кузница своим видом напоминает классицистический парковый павильон. Это небольшое одноэтажное круглое здание с куполом, к которому пристроены небольшие ризалиты с фронтонами. Облик здания искажает современная пристройка из силикатного кирпича с котельной.
Здание мастерских относится к позднему классицизму. Симметричный фасад из 9 осей венчает треугольный фронтон. Его тимпан ранее украшала лепнина. Несколько окон первого этажа обработаны клинчатыми архивольтами.

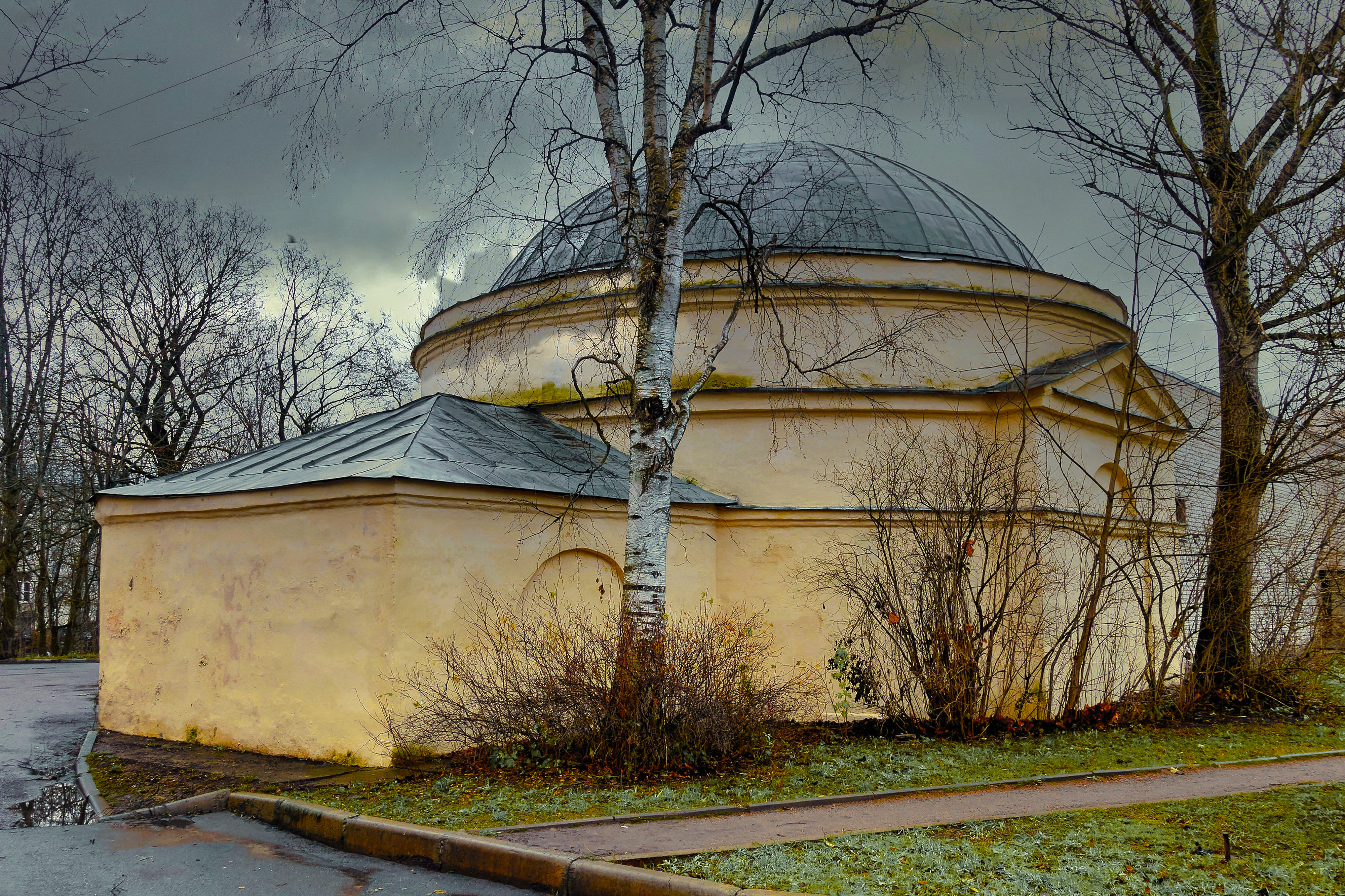
Кузница
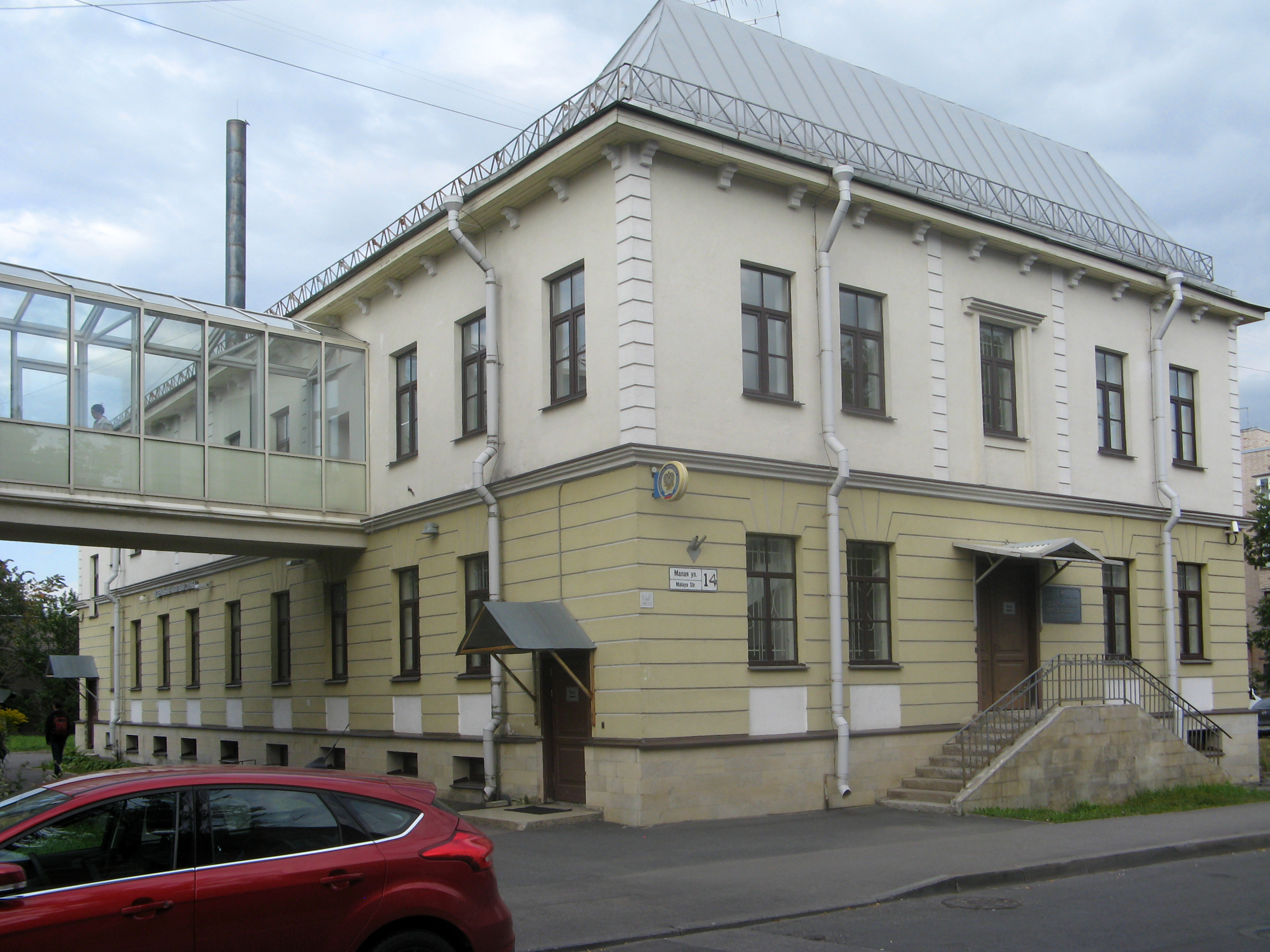
Современное здание на месте утраченного дома № 16